# Ратифікація
Ратифіка́ція — затвердження вищим органом державної влади (монархом, президентом, парламентом; в Україні — Верховною Радою) міжнародного договору та згода на його обов'язковість для держави.
Ратифікація (від лат. ratus — затверджений + ficio — роблю) — процес надання юридичної сили документу (наприклад, договору) шляхом затвердження його відповідним органом кожної зі сторін. Правова природа ратифікації й порядок її здійснення визначаються Віденською конвенцією про право міжнародних договорів 1969 року та національним законодавством (в Україні — Законом «Про міжнародні договори України» 2004 року).
До ратифікації такий документ, як правило, не має юридичної сили й не є обов'язковим для сторони, що його не ратифікувала. Факт ратифікації оформляється спеціальним документом, який називають ратифікаційною грамотою. Сторони або обмінюються ратифікаційними грамотами, або, при великій кількості сторін, передають ратифікаційні грамоти депозитарію. Депозитарій може належати до однієї з підписуючих сторін або бути третьою особою. Найчастіше ратифікація використовується для надання юридичної сили міжнародним договорам. Відповідно до міжнародних договорів ратифікація виступає одним зі способів вираження згоди держави на обов'язковість договору.